# Yahoo! UI Library
La Yahoo! User Interface Library (YUI) est une bibliothèque logicielle écrite en JavaScript et publiée sous licence BSD par Yahoo!. Elle recourt à AJAX, DHTML et DOM, ce qui facilite le développement d'applications web. Elle inclut également plusieurs fonctions permettant d'interagir à la volée avec les ressources CSS.
Le développement de YUI a débuté en 2005 et les sites de Yahoo! ont commencé à y recourir à l'été de cette année. En février 2006, YUI a été publiée sous licence BSD. En 2009, elle est maintenue et développée par un groupe d'informaticiens travaillant pour Yahoo!
Le 29 août 2014, Yahoo annonce sur son tumblr l'abandon des nouveaux développements de YUI.